# Saint-Aubin-Épinay
Saint-Aubin-Épinay és un municipi francès situat al departament del Sena Marítim i a la regió de Normandia. L'any 2007 tenia 951 habitants.

## Demografia

### Població
El 2007 la població de fet de Saint-Aubin-Épinay era de 951 persones. Hi havia 340 famílies de les quals 49 eren unipersonals (12 homes vivint sols i 37 dones vivint soles), 119 parelles sense fills, 143 parelles amb fills i 29 famílies monoparentals amb fills.
La població ha evolucionat segons el següent gràfic:
Habitants censats

### Habitatges
El 2007 hi havia 363 habitatges, 349 eren l'habitatge principal de la família, 2 eren segones residències i 12 estaven desocupats. 344 eren cases i 18 eren apartaments. Dels 349 habitatges principals, 286 estaven ocupats pels seus propietaris, 58 estaven llogats i ocupats pels llogaters i 4 estaven cedits a títol gratuït; 3 tenien una cambra, 8 en tenien dues, 33 en tenien tres, 105 en tenien quatre i 200 en tenien cinc o més. 286 habitatges disposaven pel capbaix d'una plaça de pàrquing. A 131 habitatges hi havia un automòbil i a 198 n'hi havia dos o més.

### Piràmide de població
La piràmide de població per edats i sexe el 2009 era:
| Homes | Edats   | Dones |
| ----- | ------- | ----- |
| 0     | 95 o +  | 0     |
| 0     | 90 a 94 | 4     |
| 4     | 85 a 89 | 4     |
| 4     | 80 a 84 | 0     |
| 4     | 75 a 79 | 12    |
| 8     | 70 a 74 | 12    |
| 8     | 65 a 69 | 8     |
| 32    | 60 a 64 | 20    |
| 20    | 55 a 59 | 24    |
| 40    | 50 a 54 | 40    |
| 48    | 45 a 49 | 32    |
| 32    | 40 a 44 | 44    |
| 40    | 35 a 39 | 44    |
| 32    | 30 a 34 | 36    |
| 20    | 25 a 29 | 12    |
| 28    | 20 a 24 | 16    |
| 48    | 15 a 19 | 36    |
| 28    | 10 a 14 | 48    |
| 52    | 5 a 9   | 44    |
| 24    | 0 a 4   | 20    |

## Economia
El 2007 la població en edat de treballar era de 682 persones, 499 eren actives i 183 eren inactives. De les 499 persones actives 471 estaven ocupades (249 homes i 222 dones) i 28 estaven aturades (17 homes i 11 dones). De les 183 persones inactives 71 estaven jubilades, 75 estaven estudiant i 37 estaven classificades com a «altres inactius».

### Ingressos
El 2009 a Saint-Aubin-Épinay hi havia 347 unitats fiscals que integraven 960,5 persones, la mediana anual d'ingressos fiscals per persona era de 21.965 €.

### Activitats econòmiques
Dels 36 establiments que hi havia el 2007, 1 era d'una empresa de fabricació de material elèctric, 1 d'una empresa de fabricació d'altres productes industrials, 10 d'empreses de construcció, 8 d'empreses de comerç i reparació d'automòbils, 3 d'empreses de transport, 2 d'empreses d'hostatgeria i restauració, 1 d'una empresa d'informació i comunicació, 1 d'una empresa immobiliària, 6 d'empreses de serveis, 2 d'entitats de l'administració pública i 1 d'una empresa classificada com a «altres activitats de serveis».
Dels 12 establiments de servei als particulars que hi havia el 2009, 1 era un paleta, 3 fusteries, 5 lampisteries, 1 electricista i 2 restaurants.
L'únic establiment comercial que hi havia el 2009 era una botiga de menys de 120 m².
L'any 2000 a Saint-Aubin-Épinay hi havia 12 explotacions agrícoles que ocupaven un total de 265 hectàrees.

## Equipaments sanitaris i escolars
El 2009 hi havia 1 escola maternal i 1 escola elemental.

## Poblacions més properes
El següent diagrama mostra les poblacions més properes.